# Hornyák Zsolt
Hornyák Zsolt (Köbölkút, 1973. május 1. –) magyar származású szlovák válogatott labdarúgó, labdarúgóedző.

## Pályafutása

### Klubcsapatokban
Pályafutását a Slovan Bratislavában kezdte, amellyel 1992-ben csehszlovák bajnok lett. Hazájában játszott még az MFK Košice és az Inter Bratislava csapataiban is, összesen négyszer nyert szlovák bajnokságot és két alkalommal Szlovák Kupát. 2001-ben Oroszországba, a Gyinamo Moszkva csapatához igazolt, de egy szezont követően visszatért a Slovanhoz. Pályafutása végén játszott a ciprusi AÉP Páfosz és a cseh FC Hlučín csapataiban is.

### A válogatottban
2000. november 15-én, a görögök elleni 2–0-s győzelem alkalmával mutatkozott be a szlovák válogatottban, amelyben összesen három alkalommal lépett pályára.

#### Mérkőzései a szlovák válogatottban
| #  | Dátum              | Ellenfél    | Eredmény | Kiírás              | Esemény |
| -- | ------------------ | ----------- | -------- | ------------------- | ------- |
| 1. | 2000. november 15. | Görögország | 2 – 0    | barátságos mérkőzés | 66'     |
| 2. | 2001. február 27.  | Algéria     | 1 – 1    | barátságos mérkőzés | 90'     |
| 3. | 2001. október 7.   | Macedónia   | 5 – 0    | Vb-selejtező        |         |

### Edzőként
2012 és 2015 között Örményországban dolgozott a jereváni Mika és Bananc vezetőedzőjeként. Előbbi csapattal Szuperkupát, utóbbival bajnokságot és Szuperkupát nyert. Ezt követően rövid ideig dolgozott Máltán és Oroszországban, majd 2018 nyarán a cseh Slovan Liberec edzője lett. A 2018-2019-es szezonban 6. helyen végzett csapatával a bajnokságban. 2019 júniusában a Puskás Akadémia vezetőedzője lett.

## Sikerei, díjai

### Játékosként
ŠK Slovan Bratislava
- Csehszlovák bajnok (1): 1991–92
- Szlovák bajnok (2): 1994–95, 1998–99

1. FC Košice
- Szlovák bajnok (1): 1996–97

Inter Bratislava
- Szlovák bajnok (2): 1999–00, 2000–01
- Szlovák kupagyőztes (2): 1999–00, 2000–01

### Edzőként
FC Mika
- Örmény Szuperkupa-győztes (1): 2012

FC Bananc
- Örmény bajnok (1): 2013–14
- Örmény Szuperkupa-győztes (1): 2014

Puskás Akadémia FC
- Magyar bajnokság ezüstérmes (2): 2020–21, 2024–25
- Magyar bajnokság bronzérmes (3): 2019–20, 2021–22, 2023–24